# Sugbongcogon
Sugbongcogon è una municipalità di quinta classe delle Filippine, situata nella Provincia di Misamis Oriental, nella Regione del Mindanao Settentrionale.
Sugbongcogon è formata da 10 baranggay:
- Alicomohan
- Ampianga
- Kaulayanan
- Kidampas
- Kiraging
- Mangga
- Mimbuahan
- Poblacion
- Santa Cruz (Mabini)
- Silad